# Dutina hrudní
Dutina hrudní (cavum thoracis) je tělní dutinou savců včetně člověka. Zevně je ohraničena hrudním košem, obsahem hrudní dutiny jsou především plíce, které zabírají největší část, srdce v osrdečníku a orgány středohrudí (mediastina).
U savců je rozsah hrudní dutiny podmíněn tvarem hrudníku. V přední části je úzká a otevírá se směrem ke krku hrudním vchodem (apertura thoracis superior seu cranialis), který je ohraničen tělem prvního hrudního obratle, prvními žebry a hrudní kostí. Směrem dozadu se dutina hrudní rozšiřuje a široký hrudní východ (apertura thoracis inferior seu caudalis) ohraničuje tělo posledního hrudního obratle, okraj posledních žeber tvořící žeberní oblouk a mečová chrupavka hrudní kosti. Hrudní východ je uzavřen bránicí, která zcela odděluje dutinu hrudní od dutiny břišní.